# Jay Cutler

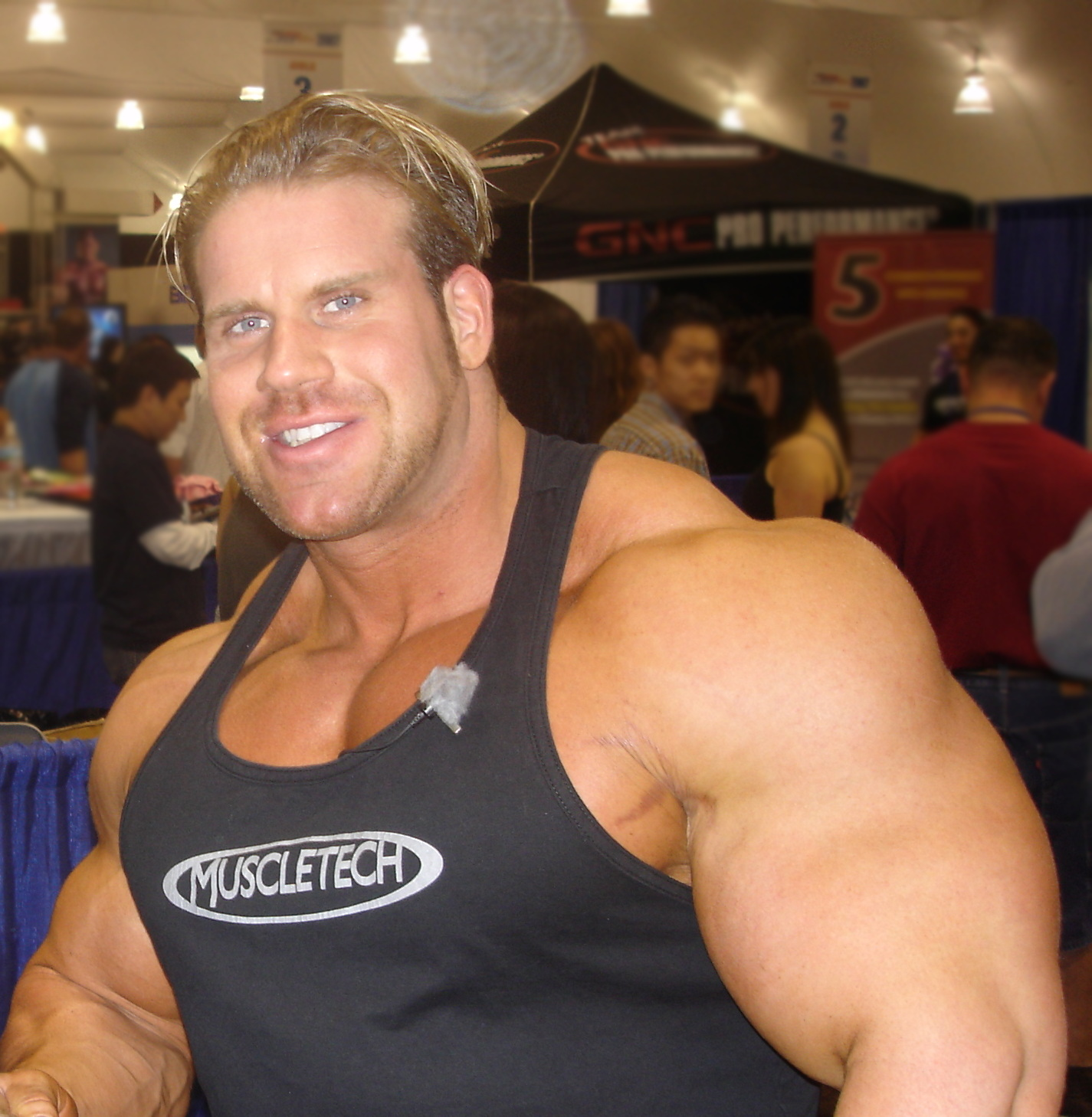
Jay Cutler, 2008

Jay Cutler, Jason Isaac Cutler, född 3 augusti 1973 i Sterling, Massachusetts, är en amerikansk professionell kroppsbyggare. Jay Cutler tävlade i kroppsbyggarnas största tävling Mr Olympia och hamnade flera år på andra plats bakom Ronnie Coleman. 2006 lyckades Cutler vinna titeln, en bedrift han sedan upprepat tre gånger.

## Mr. Olympia 2009
Jay Cutler kom tillbaka till Mr. Olympia 2009 efter ha förlorat mot Dexter Jackson föregående säsong. Jackson hamnade sedermera på tredje plats och titeln stod mellan Cutler och Branch Warren. Cutler vann och blev därmed den andre att återta Mr. Olympia-titeln efter att ha blivit slagen efter Franco Columbu.

## Mr. Olympia 2010
Cutler vann även Mr. O 2010, före Phil Heath på andra plats och Branch Warren på tredje. Han är i och med detta uppe i fyra Mr. O-vinster totalt.

## Mr. Olympia 2011
Cutler tog en andraplats i Mr. O 2011, Cutler ställdes mot Phil Heath i finalen där Phil gick ut som segrare.

## Steroider
I borttagna scener i dokumentären Bigger, Stronger, Faster (2008) diskuterar Jay Cutler anabola steroider och kroppsbyggning på elitnivå.